# Miles Aerovan
Miles M.57 Aerovan byl britský dvoumotorový hornoplošník smíšené konstrukce s trojitou SOP a pevným příďovým podvozkem.

## Vývoj
Práce na prvním prototypu výsadkového a nákladního letounu M.57 (výr. č. 4700) byly zahájeny na konci roku 1944. Koncipován byl zejména pro malá letiště v džunglích. V záloze byla i verze pro civilní dopravu menšího zboží.
První M.57 Aerovan Mk.I (tovární zkušební poznávací značka UO248) byl zalétán 26. ledna 1945 T. Rosem. Pohon zajišťovala dvojice invertních řadových čtyřválcových motorů chlazených vzduchem Blackburn Cirrus Major III po 110 kW s dvoulistými nestavitelnými vrtulemi. Osádku tvořil jeden pilot. Royal Air Force stroj neobjednalo, proto jediný exemplář základní verze Mk.I obdržel civilní imatrikulaci G-AGOZ. Dolétal v roce 1949.
Druhý vyrobený letoun nesl označení M.57 Aerovan Mk.II (G-AGWO), zalétaný v březnu 1946. Obdélníková okénka kabiny byla nahrazena kruhovými, nosník ocasních ploch byl prodloužen a upravena byla rovněž kormidla.
Sériová výroba byla zahájena až sedmi kusy M.57 Aerovan Mk.III. Měly zdokonalený zámek odklopné zadní části trupové gondoly, lépe vyhovující provozním podmínkám.
Produkce pokračovala stavbou verze M.57 Aerovan Mk.IV, kterých vzniklo 39 exemplářů. Počet okének byl zmenšen z pěti na čtyři na každé straně.
Přestavbami vznikaly další modifikace, například Aerovan Mk.V s pohonnými jednotkami de Havilland Gipsy Major 10 po 107 kW, nebo jeden italský Aerovan Mk.VI (I-VALK) s plochými motory Lycoming O-435-A o výkonu po 143 kW. Lišil se i většími vnějšími SOP, protaženými symetricky pod vodorovné ocasní plochy.
Největší úpravou prošel Aerovan výrobního čísla 6403 (G-AJOF), který byl v roce 1956 přestavěn ve spolupráci s francouzskou firmou Hurel-Dubois. Od března 1957 létal s křídlem o vysoké štíhlosti, opatřeným vzpěrami zavedenými do vzpěrového systému podvozku. Po přestavbě nesl označení HDM.105 (G-AHDM) a byl zničen při havárii v červnu 1958.

## Hlavní technické údaje
Údaje dle
- Rozpětí: 15,25 m
- Délka: 9,15 m
- Nosná plocha: 36,28 m²

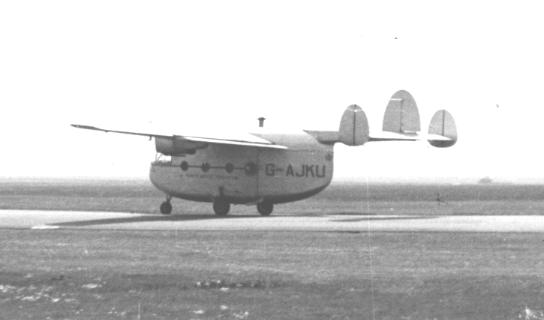
Miles M.57 Aerovan (G-AJKU), North-West Airlines, 1950

- Hmotnost prázdného letounu: 1394 kg
- Vzletová hmotnost: 2633 kg
- Maximální rychlost: 193 km/h
- Cestovní rychlost: 177 km/h
- Výstup na 1525 m: 11,7 min
- Dostup: 3100 m
- Dolet: 563 km
- Maximální nosnost: 980 kg